# Николија (певачица)
Николија Јовановић (Загреб, 19. октобар 1989) српска је певачица и реперка. Рођена је у Загребу као ћерка југословенске народне певачице Весне Змијанац, а одрасла је у Београду. Николија је почела професионално да се бави музиком током студија у Атини. Свој први сингл, Ћао здраво, објавила је 2013. године.
До данас је издала пет студијских албума: No1 (2016), Yin & Yang (2019), Аурора (2022),  Лавина (2024) и Сила (2025), као и бројне самосталне синглове. За песму Пилот је 2023. године добила MAC награду за Треп нумеру женског извођача. Поред музике је учествовала у телевизијским програмима Сурвајвор Србија ВИП: Филипини (2010) и Плес са звездама (2014).

## Детињство и образовање
Николија Јовановић је рођена 19. октобра 1989. године у Загребу, СФР Југославији, али је одрасла у Београду. Њена мајка је српска и југословенска фолк певачица Весна Змијанац, а отац економиста и бивши директор маркетинга ПГП РТС-а Влада Јовановић. Године 1995. се појавила у мајчином споту за песму Кад бих знала како си.
Јовановићева се у четвртој години средње школе преселила у Атину, где ја затим похађала студије на Америчком колеџу Грчке. Године 2013. је завршила факултетске студије са дипломом из бизниса и финансија.

## Каријера

### 2010—2016: Почеци каријере и№1
У октобру 2010. године, Николија се заједно са својом мајком појавила у ријалити шоу програму Сурвајвор Србија ВИП: Филипини, где је избачена прва, да би затим из здравствених разлога и својевољно напустила такмичење. Јовановићева је музиком почела да се бави током студија у Атини где је радила као ем-си и плесачица у ноћним клубовима. Своју прву песму, Crazy 2 Night, је објавила на енглеском језику у јануару 2011. године под псеудонимом "Nicole".
Након дипломирања, Николија се вратила у Србију 2013. године и отпочела сарадњу са композиторима и продуцентима Марком Перуничићем и Небојшом Арежином из Атељеа Траг. Свој први званични сингл, Ћао здраво, је затим објавила са Течом Гамбином у марту за новоосновану издавачку кућу IDJTunes. Значајнију популарност је стекла након што се појавила на песми Милион долара Ане Николић, која је објављена у јулу 2013. године. Спот за њихову дуетску песму броји више од 30 милиона прегледа на Јутјубу. У новембру исте године Николија је објавила и истоимену реп нумеру.
Јовановићева је марта 2014. године постала такмичарка Плес са звездама, где је испала у шестој недељи. Исте године је у августу објавила дует Алкохола литар са Елитним одредима и Ди-џеј Млађом, а два месеца касније и соло песму Како после мене. Са овим нумерама је стекла значајнију популарност окренувши се комерцијалном поп-фолк звуку, који је комбиновала са елементима урбане музике. Спот за Алкохола литар је њен најуспешнији до сада са преко 75 милиона прегледа. У октобру 2014. Николија је била ангажована на Београдској недељи моде од стране српско-америчког дизајнера Џорџа Стајлера. Крајем године Јовановићева се појавила као гостујући извођач на песми Премија Дада Полументе.
Јуна 2015. године, Николија је објавила сингла "Опасна игра". Спот за песму, који броји више од 45 милиона прегледа, је проглашен за најгледанији српски видео на Јутјубу те године. У октобру Јовановићева је заједно са другим познатим личностима представљала модну колекцију "Balmain x H&M". Истог месеца је објавила прву баладу, Љубавни манекен. Свој први студијски албум, симболично назван №1, је објавила 20. октобра 2016. године у издању Сити рекордса. Албум садржи седам претходно објављених синглова и три нове песме: Пуцај због нас, 101 пропуштен позив и Плаво море. №1 је продат у тиражу од 50.000 примерака.

### 2017—2019:Yin & Yang
Јула 2017. године, Николија је објавила сингл Лош момак, који је компоновао и копродуцирао Цоби. Спот за песму броји више од 47 милиона прегледа на Јутјубу. Следећег месеца је снимала научно фантастични филма Воља синовљева редитеља Немање Ћеранића, у којем је имала споредну улогу. Маја 2018. године, Јовановићева је објавила песму "Нема лимита", чији је аутор Теодора Павловска. Спот за Нема лимита, који има више од 45 милиона прегледа, је режирао Немања Ћеранић инспирисан филмом Воља синовљева. Николија је затим у августу објавила Слажем. Сингл потписују Цоби, Лука Јовановић, Фурио Ђунта и Реља Поповић. Спот за Слажем броји преко 25 милиона прегледа.
Свој други албум, Yin & Yang, Николија је издала 24. априла 2019. године за IDJTunes. Албуму су претходила два сингла: насловна нумера и Није лако бити ја са репером Фоксом. Yin & Yang је превасходно објављен на дигиталне платформе, али је био доуступан и у тиражу од 700 компакт дискова. Физичко издање албума такође садржи три бонус песме: Лош момак (2017), Нема лимита и Слажем (2018). Николија је затим у јуну објавила дует са Рељом Поповићем, под називом Медуза. Спот за песму има више од 39 милиона прегледа на Јутјубу и преко осам милиона стримова на платформи Spotify. Следећег месеца, Јовановићева је промовисала албум Yin & Yang концертом на музичком фестивалу "Улаз" у Београду.

### 2020—данас:АурораиЛавина
У 2020. години Николија је прешла у новосоновану издавачку кућу Реље Поповића, Made In BLKN, за коју је у марту објавила треп баладу Накит. Ту нумеру је написао репер Огњен Јованов. Затим је у јуну објавила сингл No Plaky, чији су аутори Теодора Павловска и Газда Паја. До краја године Николија је издала још два сингла: О бившима и High Life, за које је снимила спотове у Израелу. На последњој нумери је сарађивала са реперима Мими Мерцедез и Милијем. Крајем 2020. године Николија је заједно са својом полусестром, Теодором Јовановић, основала модни бренд About Me са одевним предметима које је и сама дизајнирала. Почетком октобра 2021. године, сарађивала је са Тејом Дором на синглу Улице за потребе саундтрека за филма Јужни ветар 2: Убрзање.
Августа наредне године Николија је одржала концерт у оквиру Belgrade Music Week фестивала на београдском Ушћу. Трећи студијски албум, Аурора, је издала 4. децембра за Made In BLKN. На албуму се налази седам песама које је претходно објавила као синглове. Први сингл, Гринго, Јовановићева је објавила у априлу 2022. године. Насловну нумеру албума је снимила у дуету са побденциом музичког такмичења IDJ Show, Амном Алајбеговић. Сингл Аурора се позиционирао на 24. месту Билбордове топ листе у Хрватској. Песма Пилот је 26. јануара 2023. године награђена за Треп нумеру женског извођача на додели награда MAC у Штарк арени, током које је Николија такође наступала.
Свој четврти студијски албум, под називом Лавина, је објавила 15. марта 2024. године за .

## Приватни живот
Према наводима Блица, Николија је две године била у вези са грчким кошаркашем нигеријског порекла Танасисем Андетокумбом, са којим је раскинула у октобру 2014. године.
Након сарадње са Елитним одредима на синглу Алкохола литар у другој половини 2014. године, Николија је започела везу са репером и глумцем Рељом Поповићем. Музички пар је 26. септембра 2016. године добио ћерку Реу.
17. јула 2021. године, Николија је родила другу ћерку, Хану.

## Дискографија
Студијски албуми
- №1 (2016)
- (2019)
- Аурора (2022)
- Лавина (2024)
- Сила (2025)